# Henny Oosterveld
Henny Oosterveld (3 december 1945 – onbekend) was een Nederlands voetballer die doorgaans als centrale aanvaller speelde. Hij kwam onder meer uit voor N.E.C. en De Graafschap.

## Loopbaan
Oosterveld begon op achtjarige leeftijd bij WVV Wageningen waar zijn vader in het eerste team gespeeld had. Na een paar jaar ging hij bij CHRC, dichter bij zijn woonplaats Renkum, spelen waar hij op zestienjarige leeftijd in het eerste team kwam. In 1968 werd hij met CHRC kampioen in de Derde klasse en was een veelscorende spits. Oosterveld werd gecontracteerd door N.E.C. en viel direct op tijdens de wedstrijden in de Intertoto Cup 1969. Ook in de Eredivisie wist hij al snel te scoren tegen GVAV en Ajax maar daarna niet meer. In zijn tweede seizoen in Nijmegen was hij wisselspeler en medio 1971 ging naar De Graafschap dat uitkwam in de Eerste divisie. In zijn eerste seizoen scoorde hij drie doelpunten in achttien wedstijden. Oosterveld kreeg problemen met zijn meniscus en speelde in het seizoen 1972/73, waarin De Graafschap naar de Eredivisie promoveerde, maar 45 minuten. In het seizoen 1973/74 kwam hij helemaal niet in actie en werd vervolgens afgekeurd voor het spelen van betaald voetbal.

## Persoonlijk
Naast het voetballen als amateur bij CHRC was Oosterveld verwarmingsmonteur. Hij was gehuwd en kreeg kinderen. Nadat Oosterveld was afgekeurd ging hij in de bouw werken. Zijn huwelijk strandde en hij had een alcoholverslaving. In 1990 woonde hij in een kamer in een studentenhuis in Nijmegen. Vanwege zijn knieproblemen en verslaving moest hij vervolgens naar een kliniek. Oosterveld raakte dakloos en overleed in de jaren 1990.